# ルエボ
ルエボ (Luebo) は、コンゴ民主共和国の都市。人口約4万人。カサイ州の設置により、州都に定められた。

## 概要
ルエボ川南岸を中心に発展した都市。国道20号が通り、西にはルエボ空港がある。

## 歴史
1959年、カトリック教会がルエボ教区を置いた。
2007年からエボラ出血熱の流行が起こっていたが、2009年2月に、WHOが終息を宣言した。

## 出身者
作家カマ・シウォール・カマンダの出身地である。